# Turistická značená trasa 6960

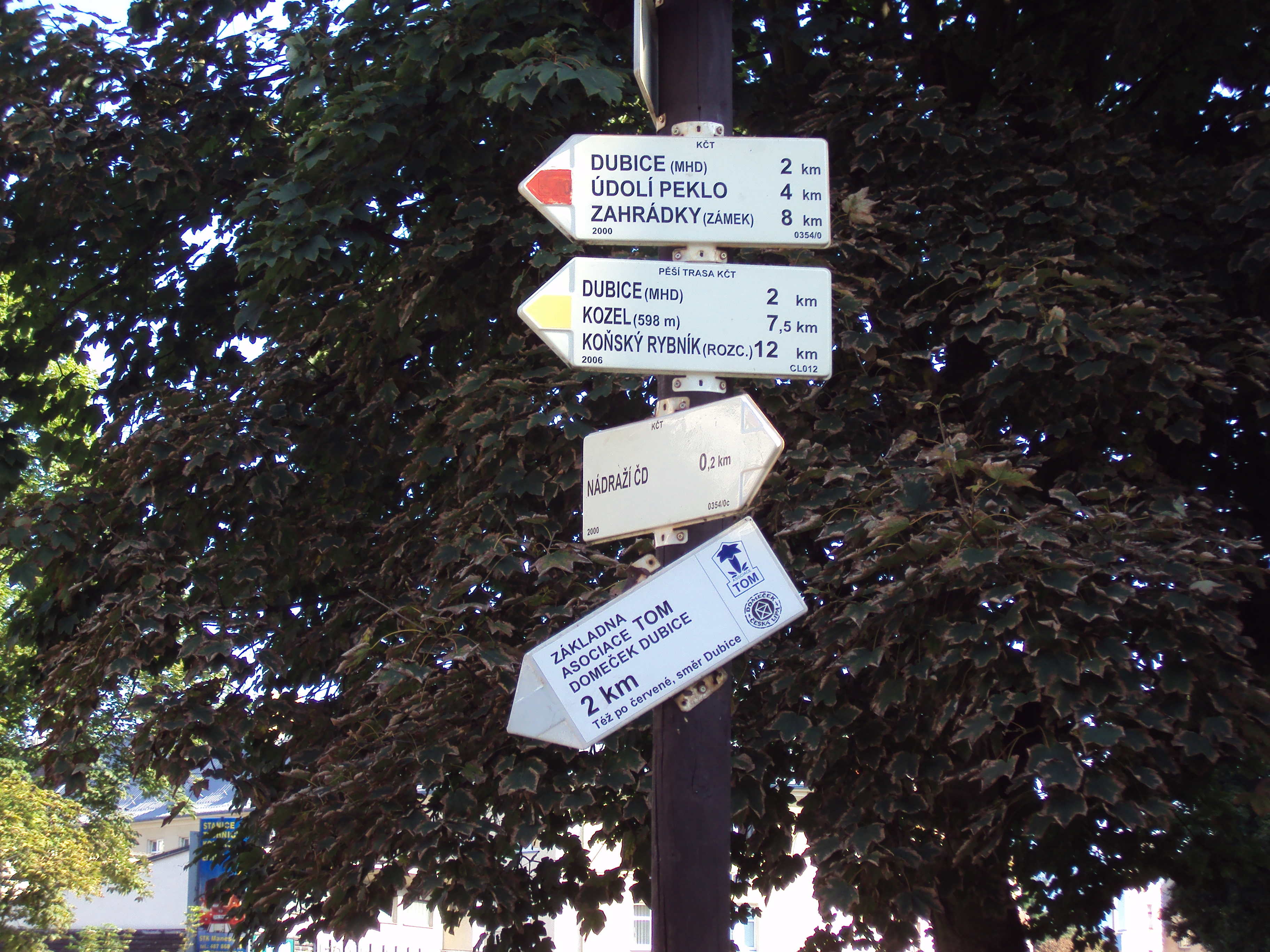
Začátek trasy v České Lípě

Turistická značená trasa 6960 z České Lípy byla žlutě vyznačená trasa KČT pro pěší turisty vedoucí z České Lípy jihozápadně přes vrch Kozel ke Koňskému rybníku u Stvolínek. Byla dlouhá 12 km a celá vedla územím okresu Česká Lípa. Dříve byla tato trasa vedena zčásti jinak, jako žlutá ze Stvolínek ke Kozlu. Zčásti nahradila zelenou trasu č. 3954.

## Popis trasy

### Do Bořetína
Trasa začínala u rozcestníku 200 metrů vzdáleném od hlavního železničního nádraží v České Lípě. Odtud vedla souběžně s červeně značenou mezinárodní dálkovou trasou E10 podchodem pod železniční tratí do čtvrti Dubice, kterou procházela dlouhou Dubickou a Litoměřickou ulicí. Dříve zde vedla zelená trasa 3954. Na konci Dubice se červená E10 odkláněla směrem na přírodní památku Peklo, kdežto žlutá přetnula most přes Robečský potok a odkláněla se již mimo silnici na SZ podél Ploučnice.  Obcházela vrcholek Mnišské hory (391 m n. m.), vracela se pak na silnici a dostávala se do obce Bořetín na svahu Kozelského hřebenu. Z této části silnice se nabízí široký rozhled po velké části Ralské pahorkatiny včetně Bezdězu a Ralska Zde byla přesně v polovině vzdálenosti, 6 km od startu a cíle. Malou část zde silničního úseku přes Bořetín sdílí s cyklostezkou 211.

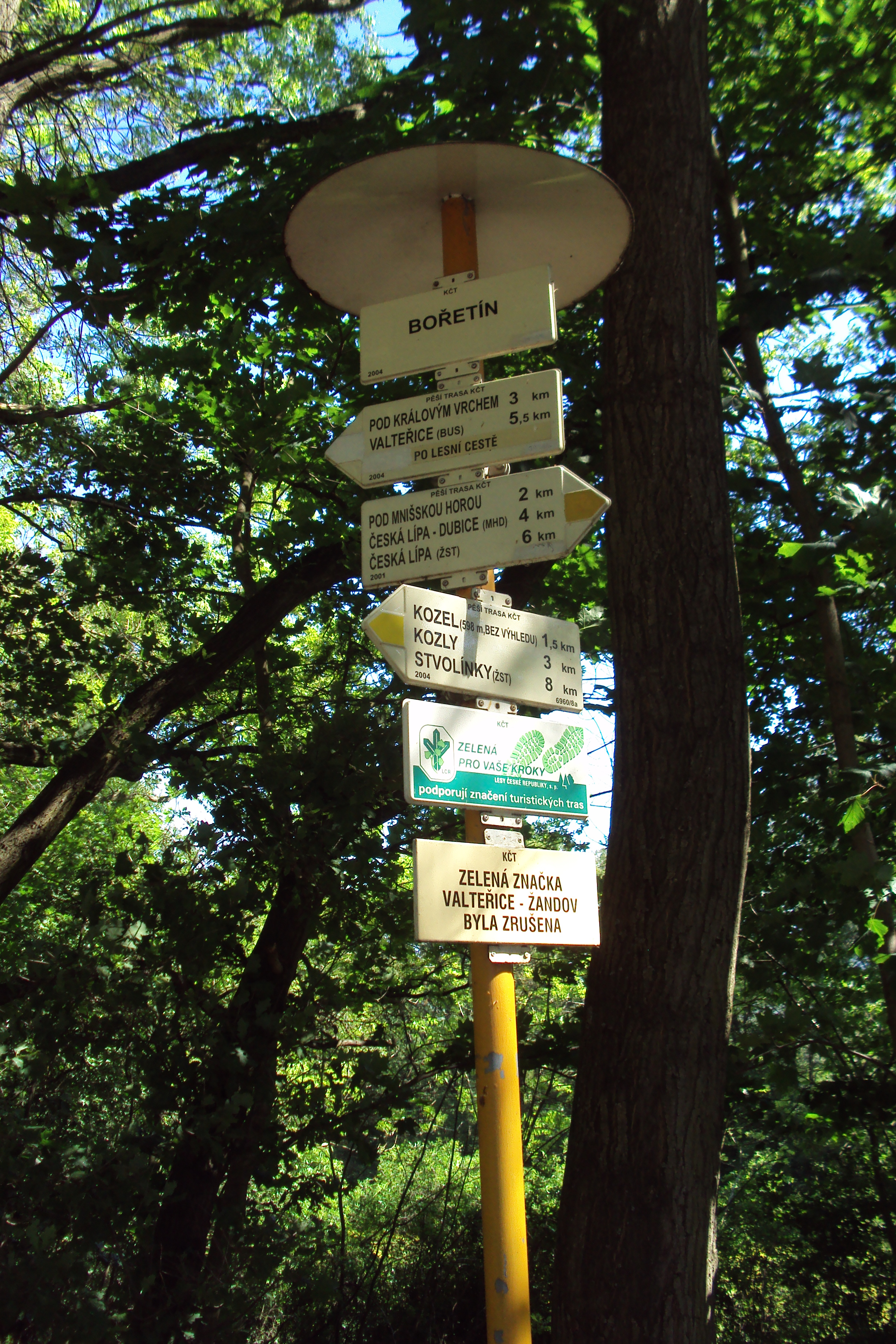
V Bořetíně i s tabulkou o zrušení původní trasy

### Druhá polovina
Za Bořetínem žlutá stoupala 1,5 km cestičkami podél zahradní kolonie (zde vedla již zrušená zelená trasa 3954) a lesem k vrcholu kopce Kozel (597 m n. m.) Vrchol je zcela zarostlý, bez výhledu a od rozcestníku značené trasy vzdálen zhruba 200 metrů. Žlutá trasa sestupovala na jih do vesničky Kozly. Ty jsou 9 km od startu, 3 km do cíle pochodu. Je zde obchod i pohostinství, zastávka autobusů. Žlutá trasa pak zvolna sestupovala loukami k oblasti Holanských rybníků na katastru obce Stvolínky, kde poblíž Koňského rybníka známého svou skalou Smrtkou končila.  Odtud lze pokračovat po červené trase na vlak či autobus do Stvolínek, případně na východ do Holan.

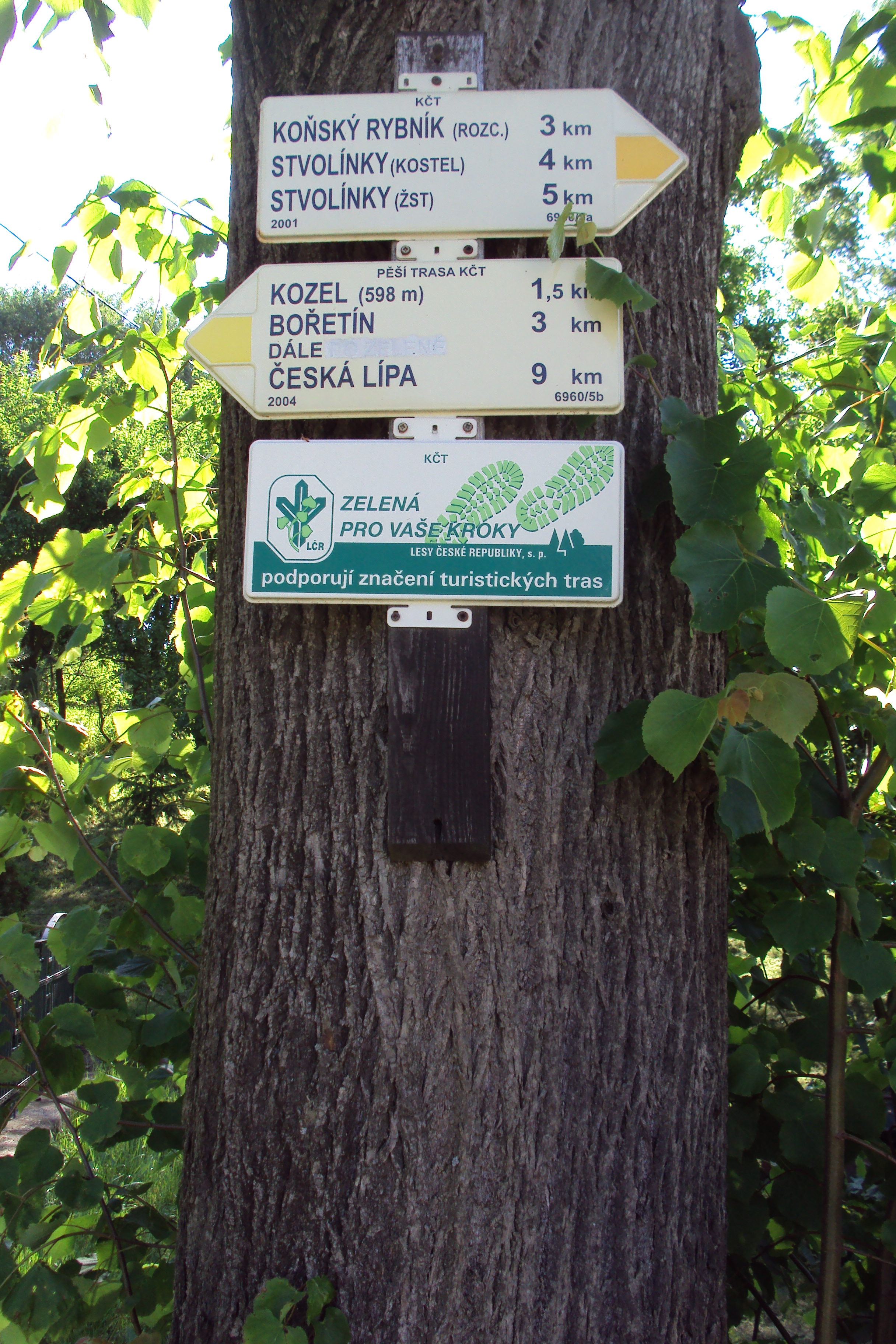
Vesnička Kozly

## Původní trasy
Před rokem 1990 byla tato žlutá trasa dlouhá jen 6,5 km. Začínala u železniční zastávky ve Stvolínkách a vedla ke Koňskému rybníku. Tento úsek dlouhý 1,5 km patří dnes červené trase. Od Koňského rybníka až k vrcholu Kozel byla vedena stejně, jako dnes.

## Zrušená zelená 3954
Od Kozla dolů do Bořetína a dál do České Lípy byla vedena jako zeleně vyznačená trasa č. 3954. Byla dlouhá 9,5 km a je zcela zrušena.

## Značení
Trasa byla vyznačena pásovým značením Klubu českých turistů, na koncích i během trasy směrovkami s vyznačením vzdálenosti v kilometrech. Nové směrovky uvádí místo původního označení trasy 6960 nový údaj označení rozcestníku ve tvaru např. CL12. Rozcestníky po trase jsou doplněny tabulkou hlavního sponzora značení Lesy České republiky. 

## Ochrana přírody
V úseku o délce 3 km mezi Bořetínem a Kozly procházela vyznačeným územím CHKO České středohoří. Zhruba 2 km západně od vesničky Kozly je přírodní památka Kaňon potoka Kolné. Od čtvrti Dubice byla červená trasa do nedaleké národní přírodní památky Peklo. 

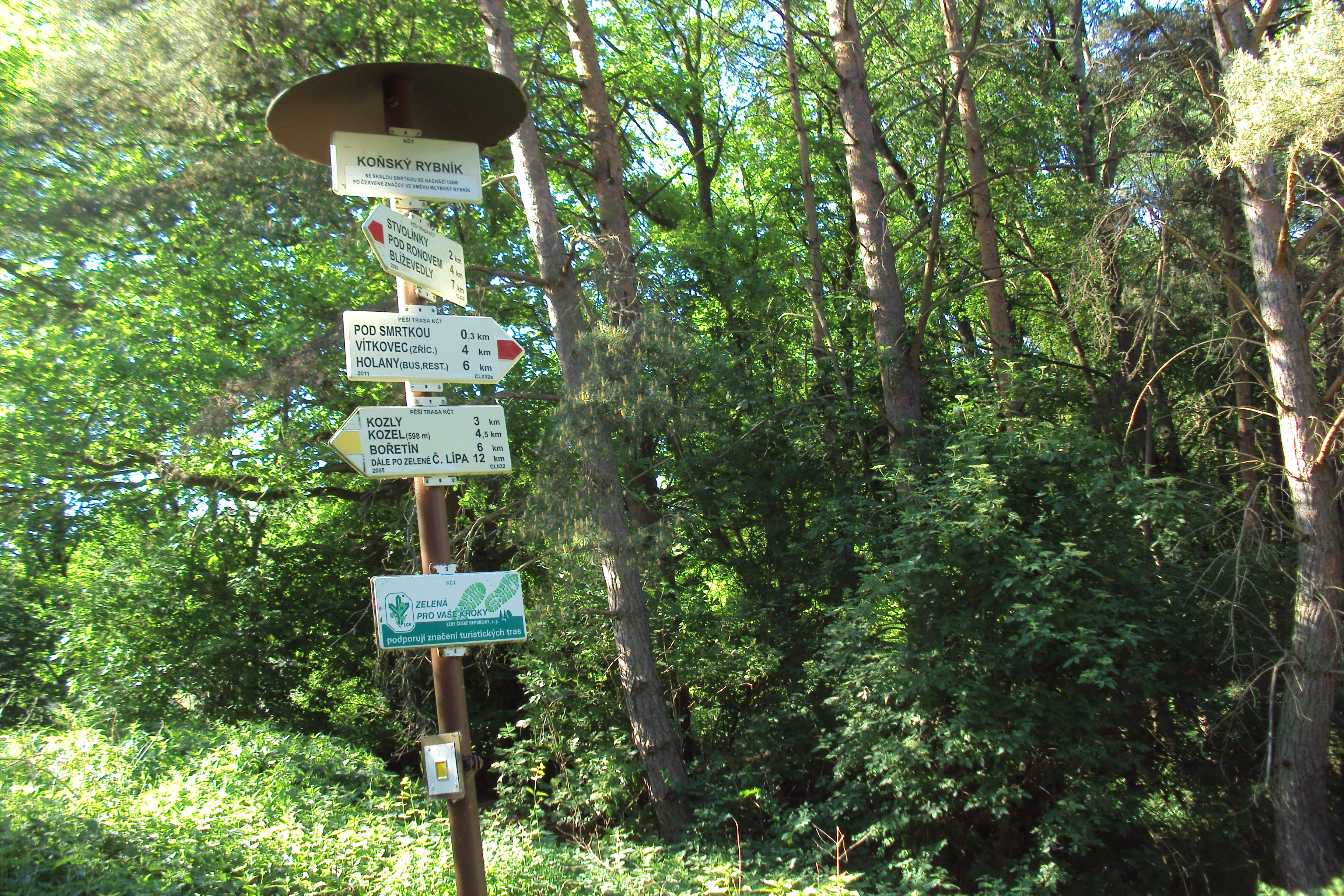
Konec trasy u Koňského rybníka

## Veřejná doprava
Cesta začínala poblíž hlavního vlakového nádraží v České Lípě. Až do Dubice zajíždí jak linka MHD města Česká Lípa, tak autobusy ČSAD Česká Lípa, jejichž trasy mají zastávky i v Kozlech či Stvolínkách. Trať 087 z České Lípy má svou zastávku i ve Stvolínkách, bylo tedy možné u trati trasu zahájit i ukončit.

## Souřadnice
- Začátek trasy v České Lípě: 50°41′3″ s. š., 14°32′10″ v. d.
- Konec trasy u Koňského rybníka: 50°38′18″ s. š., 14°26′38″ v. d.